# 2020-as Formula–1 bahreini nagydíj
A bahreini nagydíj volt a 2020-as Formula–1 világbajnokság tizenötödik futama, amelyet 2020. november 27. és november 29. között rendeztek meg a Bahrain International Circuit versenypályán, Szahírban, mesterséges fényviszonyok között.

## Választható keverékek
| Abroncs              | Friss | Használt |
| -------------------- | ----- | -------- |
| Kemény keverék (C2)  |       |          |
| Közepes keverék (C3) |       |          |
| Lágy keverék (C4)    |       |          |
| Átmeneti esőgumi (I) |       |          |
| Teljes esőgumi (W)   |       |          |

## Szabadedzések

### Első szabadedzés
A bahreini nagydíj első szabadedzését november 27-én, pénteken délután tartották, magyar idő szerint 12:00-tól.
| helyezés | versenyző          | csapat/motor          | elért idő | különbség | futott kör |
| -------- | ------------------ | --------------------- | --------- | --------- | ---------- |
| 1        | Lewis Hamilton     | Mercedes              | 1:29,033  | −         | 40         |
| 2        | Valtteri Bottas    | Mercedes              | 1:29,482  | +0,449    | 41         |
| 3        | Sergio Pérez       | Racing Point-Mercedes | 1:30,000  | +0,967    | 31         |
| 4        | Carlos Sainz Jr.   | McLaren-Renault       | 1:30,018  | +0,985    | 31         |
| 5        | Pierre Gasly       | AlphaTauri-Honda      | 1:30,049  | +1,016    | 34         |
| 6        | Max Verstappen     | Red Bull-Honda        | 1:30,294  | +1,261    | 18         |
| 7        | Alexander Albon    | Red Bull-Honda        | 1:30,302  | +1,269    | 34         |
| 8        | Esteban Ocon       | Renault               | 1:30,384  | +1,351    | 28         |
| 9        | Lance Stroll       | Racing Point-Mercedes | 1:30,426  | +1,393    | 30         |
| 10       | Daniel Ricciardo   | Renault               | 1:30,508  | +1,475    | 30         |
| 11       | Charles Leclerc    | Ferrari               | 1:30,589  | +1,556    | 29         |
| 12       | Sebastian Vettel   | Ferrari               | 1:30,628  | +1,595    | 24         |
| 13       | Robert Kubica      | Alfa Romeo-Ferrari    | 1:30,732  | +1,699    | 24         |
| 14       | Romain Grosjean    | Haas-Ferrari          | 1:30,832  | +1,799    | 28         |
| 15       | Kevin Magnussen    | Haas-Ferrari          | 1:30,854  | +1,821    | 29         |
| 16       | Antonio Giovinazzi | Alfa Romeo-Ferrari    | 1:30,896  | +1,863    | 27         |
| 17       | Danyiil Kvjat      | AlphaTauri-Honda      | 1:31,020  | +1,987    | 37         |
| 18       | Lando Norris       | McLaren-Renault       | 1:31,392  | +2,359    | 27         |
| 19       | Nicholas Latifi    | Williams-Mercedes     | 1:32,472  | +3,439    | 29         |
| 20       | Roy Nissany        | Williams-Mercedes     | 1:32,801  | +3,768    | 27         |

### Második szabadedzés
A bahreini nagydíj második szabadedzését november 27-én, pénteken este tartották, magyar idő szerint 16:00-tól.
| helyezés | versenyző          | csapat/motor          | elért idő | különbség | futott kör |
| -------- | ------------------ | --------------------- | --------- | --------- | ---------- |
| 1        | Lewis Hamilton     | Mercedes              | 1:28,971  | −         | 28         |
| 2        | Max Verstappen     | Red Bull-Honda        | 1:29,318  | +0,347    | 34         |
| 3        | Valtteri Bottas    | Mercedes              | 1:29,336  | +0,365    | 30         |
| 4        | Sergio Pérez       | Racing Point-Mercedes | 1:29,403  | +0,432    | 32         |
| 5        | Daniel Ricciardo   | Renault               | 1:29,462  | +0,491    | 27         |
| 6        | Pierre Gasly       | AlphaTauri-Honda      | 1:29,551  | +0,580    | 36         |
| 7        | Lando Norris       | McLaren-Renault       | 1:29,841  | +0,870    | 30         |
| 8        | Lance Stroll       | Racing Point-Mercedes | 1:29,871  | +0,900    | 32         |
| 9        | Danyiil Kvjat      | AlphaTauri-Honda      | 1:29,900  | +0,929    | 34         |
| 10       | Alexander Albon    | Red Bull-Honda        | 1:30,014  | +1,043    | 17         |
| 11       | Esteban Ocon       | Renault               | 1:30,085  | +1,114    | 30         |
| 12       | Sebastian Vettel   | Ferrari               | 1:30,110  | +1,139    | 35         |
| 13       | Carlos Sainz Jr.   | McLaren-Renault       | 1:30,271  | +1,300    | 33         |
| 14       | Charles Leclerc    | Ferrari               | 1:30,407  | +1,436    | 30         |
| 15       | Antonio Giovinazzi | Alfa Romeo-Ferrari    | 1:30,627  | +1,656    | 33         |
| 16       | Kevin Magnussen    | Haas-Ferrari          | 1:30,849  | +1,878    | 27         |
| 17       | Kimi Räikkönen     | Alfa Romeo-Ferrari    | 1:30,928  | +1,957    | 34         |
| 18       | Nicholas Latifi    | Williams-Mercedes     | 1:30,973  | +2,002    | 32         |
| 19       | Romain Grosjean    | Haas-Ferrari          | 1:31,119  | +2,148    | 28         |
| 20       | George Russell     | Williams-Mercedes     | 1:31,636  | +2,665    | 29         |

### Harmadik szabadedzés
A bahreini nagydíj harmadik szabadedzését november 28-án, szombaton délután tartották, magyar idő szerint 12:00-tól.
| helyezés | versenyző          | csapat/motor          | elért idő | különbség | futott kör |
| -------- | ------------------ | --------------------- | --------- | --------- | ---------- |
| 1        | Max Verstappen     | Red Bull-Honda        | 1:28,355  | −         | 11         |
| 2        | Lewis Hamilton     | Mercedes              | 1:28,618  | +0,263    | 12         |
| 3        | Valtteri Bottas    | Mercedes              | 1:28,721  | +0,366    | 14         |
| 4        | Alexander Albon    | Red Bull-Honda        | 1:29,018  | +0,663    | 12         |
| 5        | Carlos Sainz Jr.   | McLaren-Renault       | 1:29,455  | +1,100    | 12         |
| 6        | Pierre Gasly       | AlphaTauri-Honda      | 1:29,472  | +1,117    | 16         |
| 7        | Lando Norris       | McLaren-Renault       | 1:29,567  | +1,212    | 8          |
| 8        | Danyiil Kvjat      | AlphaTauri-Honda      | 1:29,585  | +1,230    | 17         |
| 9        | Lance Stroll       | Racing Point-Mercedes | 1:29,660  | +1,305    | 13         |
| 10       | Sergio Pérez       | Racing Point-Mercedes | 1:29,672  | +1,317    | 12         |
| 11       | Daniel Ricciardo   | Renault               | 1:29,684  | +1,329    | 9          |
| 12       | Esteban Ocon       | Renault               | 1:29,691  | +1,336    | 11         |
| 13       | Sebastian Vettel   | Ferrari               | 1:29,859  | +1,504    | 15         |
| 14       | Antonio Giovinazzi | Alfa Romeo-Ferrari    | 1:29,970  | +1,615    | 10         |
| 15       | Charles Leclerc    | Ferrari               | 1:30,183  | +1,828    | 14         |
| 16       | George Russell     | Williams-Mercedes     | 1:30,559  | +2,204    | 16         |
| 17       | Romain Grosjean    | Haas-Ferrari          | 1:30,652  | +2,297    | 16         |
| 18       | Kevin Magnussen    | Haas-Ferrari          | 1:30,759  | +2,404    | 12         |
| 19       | Kimi Räikkönen     | Alfa Romeo-Ferrari    | 1:30,823  | +2,468    | 16         |
| 20       | Nicholas Latifi    | Williams-Mercedes     | 1:30,917  | +2,562    | 19         |

## Időmérő edzés
A bahreini nagydíj időmérő edzését november 28-án, szombaton este futották, magyar idő szerint 15:00-tól.
| helyezés              | rajtszám | versenyző          | csapat/motor          | 1. rész  | 2. rész    | 3. rész  | rajthely | futott kör |
| --------------------- | -------- | ------------------ | --------------------- | -------- | ---------- | -------- | -------- | ---------- |
| 1                     | 44       | Lewis Hamilton     | Mercedes              | 1:28,343 | 1:27,586   | 1:27,264 | 1        | 16         |
| 2                     | 77       | Valtteri Bottas    | Mercedes              | 1:28,767 | 1:28,063   | 1:27,553 | 2        | 16         |
| 3                     | 33       | Max Verstappen     | Red Bull-Honda        | 1:28,885 | 1:28,025   | 1:27,678 | 3        | 15         |
| 4                     | 23       | Alexander Albon    | Red Bull-Honda        | 1:28,732 | 1:28,749   | 1:28,274 | 4        | 18         |
| 5                     | 11       | Sergio Pérez       | Racing Point-Mercedes | 1:29,178 | 1:28,894   | 1:28,322 | 5        | 20         |
| 6                     | 3        | Daniel Ricciardo   | Renault               | 1:29,005 | 1:28,648   | 1:28,417 | 6        | 17         |
| 7                     | 31       | Esteban Ocon       | Renault               | 1:29,203 | 1:28,937   | 1:28,419 | 7        | 14         |
| 8                     | 10       | Pierre Gasly       | AlphaTauri-Honda      | 1:28,971 | 1:29,008   | 1:28,448 | 8        | 14         |
| 9                     | 4        | Lando Norris       | McLaren-Renault       | 1:29,464 | 1:28,877   | 1:28,542 | 9        | 17         |
| 10                    | 26       | Danyiil Kvjat      | AlphaTauri-Honda      | 1:29,158 | 1:28,944   | 1:28,618 | 10       | 17         |
| 11                    | 5        | Sebastian Vettel   | Ferrari               | 1:29,142 | 1:29,149   |          | 11       | 11         |
| 12                    | 16       | Charles Leclerc    | Ferrari               | 1:29,137 | 1:29,165   |          | 12       | 11         |
| 13                    | 18       | Lance Stroll       | Racing Point-Mercedes | 1:28,679 | 1:29,557   |          | 13       | 11         |
| 14                    | 63       | George Russell     | Williams-Mercedes     | 1:29,294 | 1:31,218   |          | 14       | 11         |
| 15                    | 55       | Carlos Sainz Jr.   | McLaren-Renault       | 1:28,975 | idő nélkül |          | 15       | 5          |
| 16                    | 99       | Antonio Giovinazzi | Alfa Romeo-Ferrari    | 1:29,491 |            |          | 16       | 6          |
| 17                    | 7        | Kimi Räikkönen     | Alfa Romeo-Ferrari    | 1:29,810 |            |          | 17       | 6          |
| 18                    | 20       | Kevin Magnussen    | Haas-Ferrari          | 1:30,111 |            |          | 18       | 6          |
| 19                    | 8        | Romain Grosjean    | Haas-Ferrari          | 1:30,138 |            |          | 19       | 6          |
| 20                    | 6        | Nicholas Latifi    | Williams-Mercedes     | 1:30,182 |            |          | 20       | 6          |
| 107%-os idő: 1:34,527 |          |                    |                       |          |            |          |          |            |

## Futam
A bahreini nagydíj futama november 29-én, vasárnap este rajtolt, magyar idő szerint 15:10-kor.
Az első körben Romain Grosjean szenvedett óriási balesetet, miután a 3-as kanyar kijáratát követően összeért Danyiil Kvjat autójával. A francia versenyző hatalmas sebességgel a szalagkorlátba csapódott, autója kettétört és a kiömlő benzin lángra lobbantotta azt. A versenyt azonnal félbeszakították piros zászlóval. Grosjean saját lábán tudott kiszállni a lángoló roncsból, kisebb sérülésekkel (enyhe égési sérülések, zúzódások) megúszva a horrorisztikus balesetet. Az incidenst követő romeltakarítás és helyreállítási munkálatok miatt csak több mint egy órával később rajtolhatott el ismét a mezőny. A második körben Kvjat Lance Stroll Racing Point-jával ért össze, amely következtében a kanadai versenyző autója feje tetejére állt, és kiesett a versenyből. A verseny vége előtt három körrel a biztos harmadik helyen autózó Pérez autójának erőforrása kapott lángra, megfosztva ezzel a mexikói versenyzőt egy újabb dobogós helyezéstől, a harmadik helyre így Alexander Albon állhatott föl csapattársa mögé. A futamot Hamilton nyerte.
| helyezés | rajtszám | versenyző          | csapat/motor          | futott kör | idő/kiesés oka | rajthely | pont  |
| -------- | -------- | ------------------ | --------------------- | ---------- | -------------- | -------- | ----- |
| 1        | 44       | Lewis Hamilton     | Mercedes              | 57         | 2:59:47,515    | 1        | 25    |
| 2        | 33       | Max Verstappen     | Red Bull-Honda        | 57         | +1,254         | 3        | 19[1] |
| 3        | 23       | Alexander Albon    | Red Bull-Honda        | 57         | +8,005         | 4        | 15    |
| 4        | 4        | Lando Norris       | McLaren-Renault       | 57         | +11,337        | 9        | 12    |
| 5        | 55       | Carlos Sainz Jr.   | McLaren-Renault       | 57         | +11,787        | 15       | 10    |
| 6        | 10       | Pierre Gasly       | AlphaTauri-Honda      | 57         | +11,942        | 8        | 8     |
| 7        | 3        | Daniel Ricciardo   | Renault               | 57         | +19,368        | 6        | 6     |
| 8        | 77       | Valtteri Bottas    | Mercedes              | 57         | +19,680        | 2        | 4     |
| 9        | 31       | Esteban Ocon       | Renault               | 57         | +22,803        | 7        | 2     |
| 10       | 16       | Charles Leclerc    | Ferrari               | 56         | +1 kör         | 12       | 1     |
| 11       | 26       | Danyiil Kvjat      | AlphaTauri-Honda      | 56         | +1 kör         | 10       |       |
| 12       | 63       | George Russell     | Williams-Mercedes     | 56         | +1 kör         | 14       |       |
| 13       | 5        | Sebastian Vettel   | Ferrari               | 56         | +1 kör         | 11       |       |
| 14       | 6        | Nicholas Latifi    | Williams-Mercedes     | 56         | +1 kör         | 20       |       |
| 15       | 7        | Kimi Räikkönen     | Alfa Romeo-Ferrari    | 56         | +1 kör         | 17       |       |
| 16       | 99       | Antonio Giovinazzi | Alfa Romeo-Ferrari    | 56         | +1 kör         | 16       |       |
| 17       | 20       | Kevin Magnussen    | Haas-Ferrari          | 56         | +1 kör         | 18       |       |
| 18[2]    | 11       | Sergio Pérez       | Racing Point-Mercedes | 53         | erőforrás      | 5        |       |
| ki       | 18       | Lance Stroll       | Racing Point-Mercedes | 2          | baleset        | 13       |       |
| ki       | 8        | Romain Grosjean    | Haas-Ferrari          | 0          | baleset        | 19       |       |

Megjegyzés:
- ↑ 1:  — Max Verstappen a helyezéséért járó pontok mellett a versenyben futott leggyorsabb körért további 1 pontot szerzett.
- ↑ 2:  — Sergio Pérez nem ért célba, de helyezését értékelték, mert a versenytáv több, mint 90%-át teljesítette.

## A világbajnokság állása a verseny után
| H   | Versenyzők       | Pont | H   | Konstruktőrök         | Pont |
| --- | ---------------- | ---- | --- | --------------------- | ---- |
| 1.  | Lewis Hamilton   | 332  | 1.  | Mercedes              | 533  |
| 2.  | Valtteri Bottas  | 201  | 2.  | Red Bull-Honda        | 274  |
| 3.  | Max Verstappen   | 189  | 3.  | McLaren-Renault       | 171  |
| 4.  | Daniel Ricciardo | 102  | 4.  | Racing Point-Mercedes | 154  |
| 5.  | Sergio Pérez     | 100  | 5.  | Renault               | 144  |
| 6.  | Charles Leclerc  | 98   | 6.  | Ferrari               | 131  |
| 7.  | Lando Norris     | 86   | 7.  | AlphaTauri-Honda      | 97   |
| 8.  | Carlos Sainz Jr. | 85   | 8.  | Alfa Romeo-Ferrari    | 8    |
| 9.  | Alexander Albon  | 85   | 9.  | Haas-Ferrari          | 3    |
| 10. | Pierre Gasly     | 71   | 10. | Williams-Mercedes     | 0    |

(A teljes táblázat)

## Statisztikák
- Vezető helyen:
  - Lewis Hamilton: 56 kör (1-19 és 21-57)
  - Max Verstappen: 1 kör (20)
- Lewis Hamilton 98. pole-pozíciója és 95. futamgyőzelme.
- Max Verstappen 10. versenyben futott leggyorsabb köre.
- A Mercedes 115. futamgyőzelme.
- Lewis Hamilton 164., Max Verstappen 41., Alexander Albon 2. dobogós helyezése.
- Romain Grosjean utolsó Formula–1-es versenye.[4]